# اعتراف كاذب

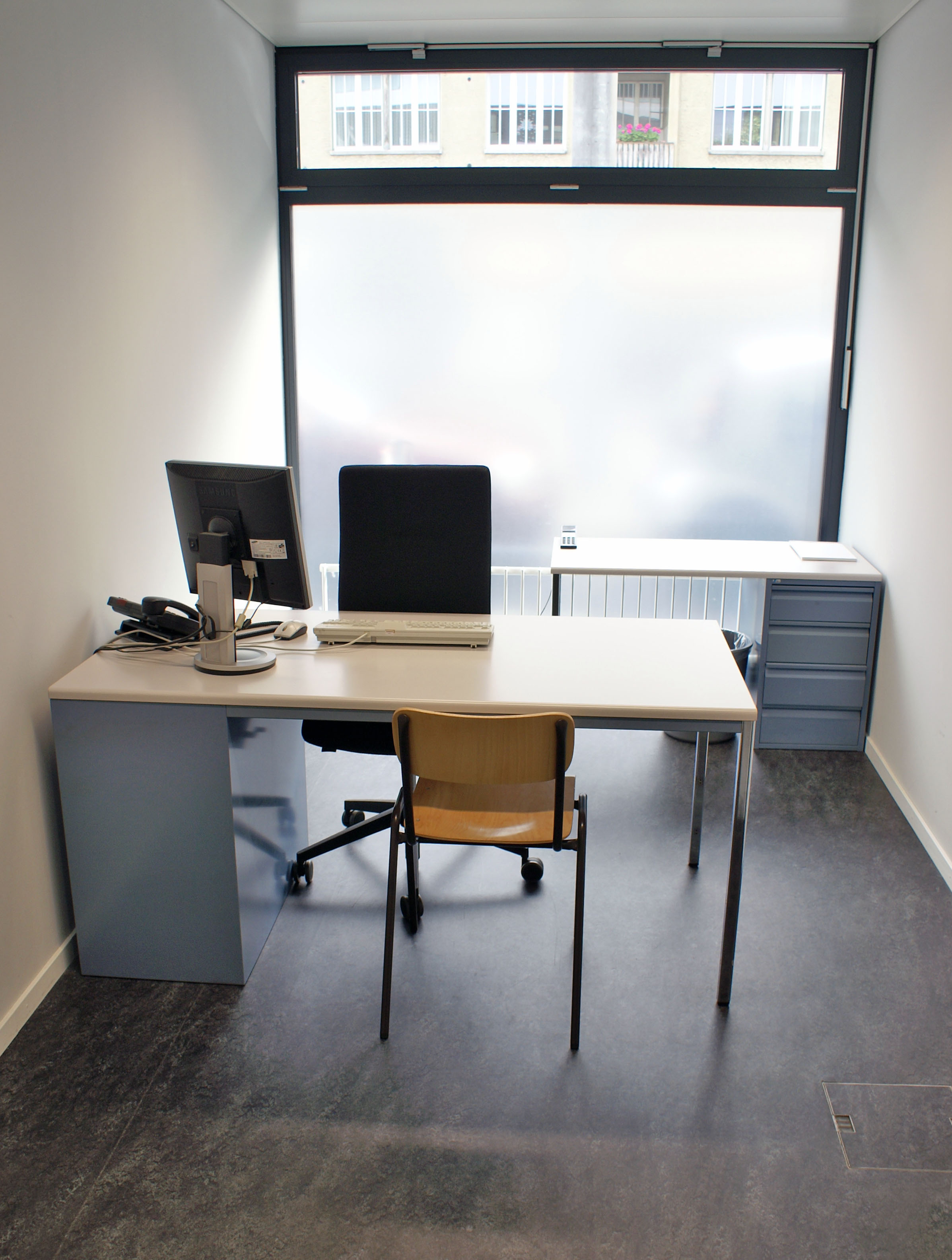

الاعتراف الكاذب هو اعتراف بالذنب على جريمة لم يفعلها المعترف بها. يمكن أن تحدث الاعترافات الكاذبة من خلال الإكراه أو الاضطراب العقلي أو عدم كفاءة المتهم. أظهرت الأبحاث أن الاعترافات الكاذبة تحدث بشكل منتظم في السوابق القضائية. الأحداث لديهم معدل الاعترافات الكاذبة أعلى بكثير من البالغين.
يُعتبر الاعتراف الكاذب أحد الأسباب التي جعلت الفقه القانوني قد أسس سلسلة من القواعد - تسمى «قواعد الاعتراف» - للكشف عن الاعترافات الكاذبة ورفضها لاحقًا. عادة ما تتطلب اتفاقيات الإقرار بالمدعى عليه أن ينص على مجموعة من الوقائع التي تثبت أنه مذنب في الجريمة.